# Heady Topper

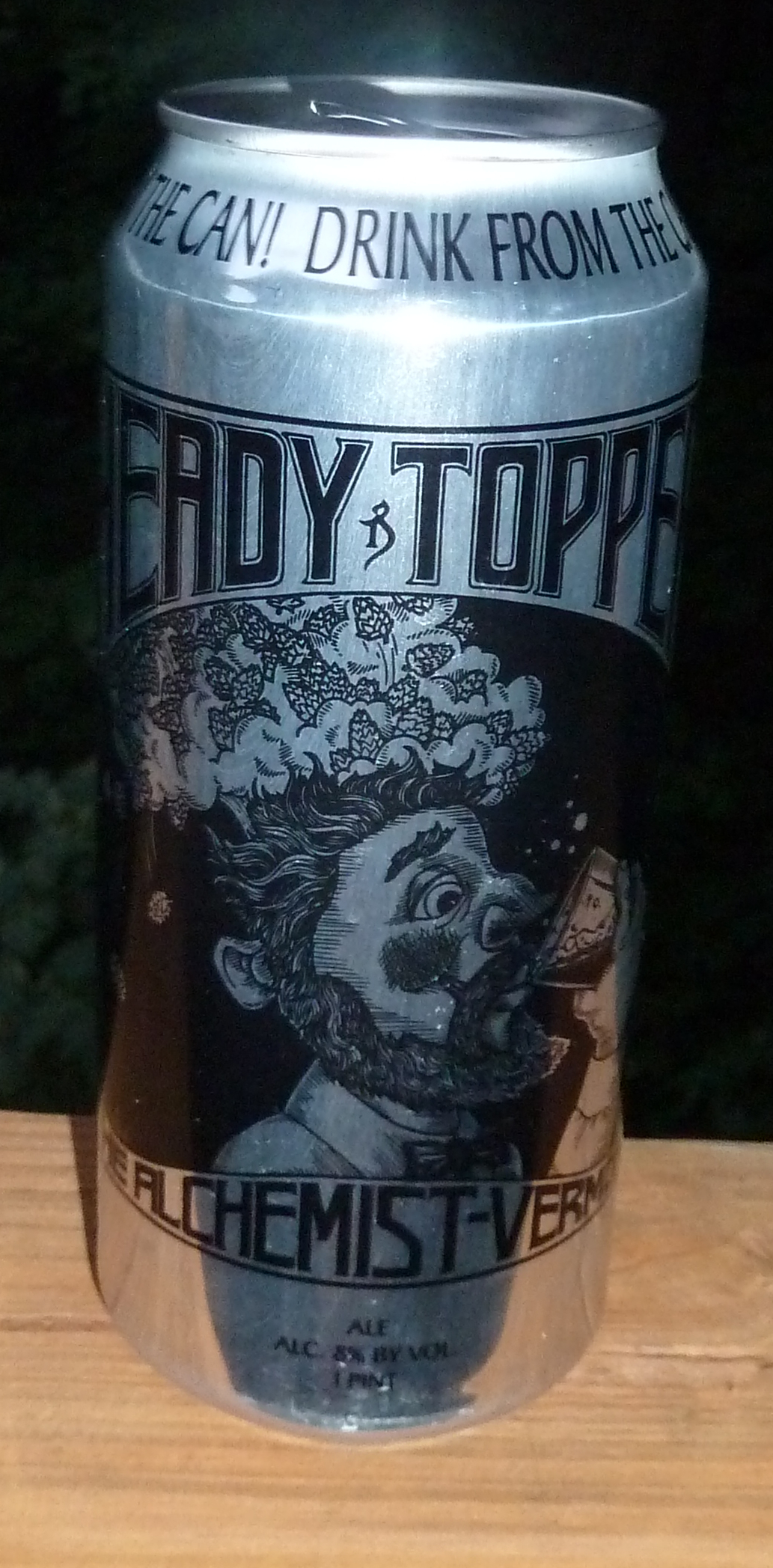
Os clientes são aconselhados a beber diretamente da lata

Heady Topper é uma dupla Índia Pale Ale produzida pela cervejaria The Alchemist em Stowe, Vermont. Ela não é filtrada, contém 8% ABV e apresenta característicos toques cítricos no aroma. Não é pasteurizada e é mantida refrigerada por revendedores autorizados até o ponto de venda. Em março de 2018, estava considerada como a terceira melhor cerveja do mundo pelo site Beer Advocate. Vendida em produção limitada, seus lotes terminam rapidamente logo após serem lançados.
Em novembro de 2013, a cervejaria encerrou sua loja de varejo devido a problemas de tráfego na região e excesso de público, se mudando para um espaço maior em Stowe, Vermont, em 30 de junho de 2016.

## História
João Kimmich foi para Vermont, em 1994, para aprender o ofício cervejeiro com Greg Noonan. Ele trabalhou como chefe cervejeiro no brew pub Vermont em Burlington, VT., onde ele conheceu sua futura esposa, Jen.  Juntos eles abriram O Alquimista como um brew pub em Waterbury, em novembro de 2003, com ofertas ocasionais de Heady Topper. Após clientes começarem a transportar ilegalmente para fora do local, Kimmich começou a engarrafar a cerveja.